# Discografia de Mary J. Blige
Este artigo contém a discografia da cantora Americana de R&B Mary J. Blige. Isso inclui álbuns de estúdio, álbuns ao vivo, álbuns remix, álbuns de compilações, DVDs, singles e aparições de Blige em discos de outros artistas.
Mary J. Blige já vendeu 50 milhões de álbuns e 15 milhões de singles.

## Álbuns

### Álbuns de estúdio
| Ano                                                                           | Detalhes do Álbum | Melhores Posições | Melhores Posições | Melhores Posições | Melhores Posições | Melhores Posições | Melhores Posições | Melhores Posições | Melhores Posições | Melhores Posições | Vendas                       | Certificações                             |
| Ano                                                                           | Detalhes do Álbum | EUA               | UK                | CAN               | AUS               | NZ                | ALE               | AUT               | SUI               | FRA               | Vendas                       | Certificações                             |
| ----------------------------------------------------------------------------- | --- | ----------------- | ----------------- | ----------------- | ----------------- | ----------------- | ----------------- | ----------------- | ----------------- | ----------------- | ---------------------------- | ----------------------------------------- |
| 1992                                                                          | What's the 411? - 1° álbum de estúdio - Lançamento: 28 de Julho de 1992 - Gravadora: Uptown/MCA - Formato: CD, LP, Cassete, Vinil                                       | 6                 | 53                | —                 | —                 | —                 | —                 | —                 | —                 | —                 | - : 3.400.000                | - : 3× Platina                            |
| 1994                                                                          | My Life - 2° álbum de estúdio - Lançamento: 29 de Novembro de 1994 - Gravadora: Uptown/MCA - Formato: CD, LP, Cassette, Vinil                                           | 7                 | 59                | 37                | —                 | —                 | —                 | —                 | —                 | —                 | - : 3.800.000                | - : Ouro - : 3× Platina                   |
| 1997                                                                          | Share My World - 3° álbum de estúdio - Lançamento: 22 de Abril de 1997 - Gravadora: MCA - Formato: CD, LP, Cassette, download digital                                   | 1                 | 8                 | 4                 | —                 | 37                | 37                | —                 | 41                | 31                | - : 4.067.000                | - : Platina - : 3× Platina - : Ouro       |
| 1999                                                                          | Mary - 4° álbum de estúdio - Lançamento: 17 de Agosto de 1999 - Gravadora: MCA - Formato: CD, LP, Cassette, download digital                                            | 2                 | 5                 | 16                | —                 | —                 | 38                | —                 | 16                | 51                | - : 2.100.000                | - : Ouro - : 2× Platina - : Prata         |
| 2001                                                                          | No More Drama - 5° álbum de estúdio - Lançamento: 28 de Agosto de 2001 - Gravadora: MCA - Formato: CD, Cassette, download digital                                       | 2                 | 4                 | 5                 | 36                | 31                | 13                | 17                | 7                 | 8                 | - : 3.200.000                | - : 2× Platina - : 3× Platina - : Platina |
| 2003                                                                          | Love & Life - 6° álbum de estúdio - Lançamento: 26 de Agosto de 2003 - Gravadora(s): Geffen - Formato: CD, download digital                                             | 1                 | 8                 | 6                 | 62                | —                 | 21                | 49                | 3                 | 18                | - : 1.000.000                | - : Platina - : Ouro                      |
| 2005                                                                          | The Breakthrough - 7° álbum de estúdio - Lançamento: 20 de Dezembro de 2005 - Gravadora(s): Matriarch / Geffen - Formato: CD, download digital                          | 1                 | 22                | 13                | 19                | —                 | 28                | 42                | 7                 | 25                | - : 1.641.0000 - : 3.100.000 | - : 4× Platina - : Ouro                   |
| 2007                                                                          | Growing Pains - 8° álbum de estúdio - Lançamento: 18 de Dezembro de 2007 - Gravadora: Matriarch / Geffen - Formato: CD, download digital                                | 1                 | 6                 | 41                | —                 | —                 | 48                | 36                | 6                 | 73                | - : 3.000.000 - : 1.640.000  | - : Platina - : Prata                     |
| 2009                                                                          | Stronger with Each Tear - 9° álbum de estúdio - Lançamento: 21 de Dezembro de 2009 - Gravadora: Matriarch / Geffen - Formato: CD, download digital                      | 2                 | 33                | 42                | —                 | —                 | —                 | —                 | 66                | —                 | - : 4.000.000 - : 950.000    | - : Ouro                                  |
| 2011                                                                          | My Life II... The Journey Continues (Act 1) - 10° álbum de estúdio - Lançamento: 21 de Novembro de 2011 - Gravadora: Matriarch / Geffen - Formato: CD, download digital | 5                 | 76                | —                 | —                 | —                 | —                 | —                 | 31                | 143               | - : 800.000                  | - : Ouro                                  |
| 2013                                                                          | A Mary Christmas - 11° álbum de estúdio - Lançamento: 15 de Outubro de 2013 - Gravadora: Matriarch, Verve - Formato: CD, download digital, vinil                        | 10                | 28                | —                 | —                 | —                 | —                 | —                 | —                 | —                 | - : 500.000                  | - : Ouro                                  |
| 2014                                                                          | The London Sessions - 12° álbum de estúdio - Lançamento: 24 de Novembro de 2014 - Gravadora: Capitol, Matriarch - Formato: CD, download digital, vinil                  | 9                 | 40                | —                 | —                 | —                 | —                 | —                 | 27                | 113               | - : 300.000                  |                                           |
| 2017                                                                          | Strength Of a Woman - 13° álbum de estúdio - Lançamento: 28 de Abril de 2017 - Gravadora: Capitol - Formato: CD, download digital, streaming, vinil                     | 3                 | 54                | 22                | 100               | —                 | —                 | —                 | 63                | 177               | - : 275.000                  |                                           |
| 2022                                                                          | Good Morning Gorgeous - 14° álbum de estúdio - Lançamento: 11 de Fevereiro de 2022 - Gravadora: Mary Jane, 300 - Formato: CD, download digital, streaming, vinil        | 14                | —                 | —                 | —                 | —                 | —                 | —                 | 56                | —                 | - : 35.000                   |                                           |
| "—" denota um item que não entrou na tabela ou não foi lançado no território. | |                   |                   |                   |                   |                   |                   |                   |                   |                   |                              |                                           |

### Álbuns de Compilação
| Ano                                           | Detalhes do Álbum | Melhores Posições | Melhores Posições | Melhores Posições | Melhores Posições | Melhores Posições | Melhores Posições | Melhores Posições | Melhores Posições | Melhores Posições | Vendas      | Certificações |
| Ano                                           | Detalhes do Álbum | EUA               | ING               | CAN               | AUS               | NZ                | ALE               | AUT               | SUI               | FRA               | Vendas      | Certificações |
| --------------------------------------------- | --- | ----------------- | ----------------- | ----------------- | ----------------- | ----------------- | ----------------- | ----------------- | ----------------- | ----------------- | ----------- | ------------- |
| 1993                                          | What's the 411? Remix - 1° álbum de compilação - Lançamento: 17 de Dezembro de 1993 - Gravadora: Uptown / MCA                     | 118               | —                 | —                 | —                 | —                 | —                 | —                 | —                 | —                 | - : 500,000 | - : Ouro      |
| 1998                                          | The Tour - 2° álbum de compilação - Lançamento: 28 de Julho de 1998 - Gravadora: MCA                                              | 21                | —                 | —                 | —                 | —                 | —                 | —                 | —                 | —                 | - : 500,000 | - : Ouro      |
| 2000                                          | Ballads - 3° álbum de compilação - Lançamento: 20 de Dezembro de 2000 - Gravadora: MCA                                            | —                 | —                 | —                 | —                 | —                 | —                 | —                 | —                 | —                 |             |               |
| 2002                                          | Dance for Me - 4° álbum de compilação - Lançamento: 13 de Agosto de 2002 - Gravadora: MCA                                         | 76                | —                 | 47                | —                 | —                 | —                 | —                 | —                 | —                 | - : 300,000 |               |
| 2006                                          | My Collection of Love Songs (Ao Vivo) - 5° álbum de compilação - Lançamento: 1 de Janeiro de 2006 - Gravadora: Matriarch / Geffen | —                 | —                 | —                 | —                 | —                 | —                 | —                 | —                 | —                 |             |               |
| 2006                                          | Mary J. Blige & Friends - 6° álbum de compilação - Lançamento: 14 de Novembro de 2006 - Gravadora: Matriarch / Geffen             | 95                | —                 | —                 | —                 | —                 | —                 | —                 | —                 | —                 | - : 300,000 |               |
| 2006                                          | Reflections - A Retrospective - 7° álbum de compilação - Lançamento: 12 de Dezembro de 2006 - Gravadora: Matriarch / Geffen       | 9                 | 40                | 60                | —                 | —                 | —                 | 25                | 19                | —                 | - : 800,000 | - : Ouro      |
| "—" denota itens que não entraram nas paradas | |                   |                   |                   |                   |                   |                   |                   |                   |                   |             |               |

## Singles

### Como artista principal
| Ano                                           | Canção                                       | Melhores Posições | Melhores Posições | Melhores Posições | Melhores Posições | Melhores Posições | Melhores Posições | Melhores Posições | Melhores Posições | Melhores Posições | Álbum                                                      |
| Ano                                           | Canção                                       | EUA               | ING               | CAN               | AUS               | NZ                | ALE               | AUT               | SUI               | FRA               | Álbum                                                      |
| --------------------------------------------- | -------------------------------------------- | ----------------- | ----------------- | ----------------- | ----------------- | ----------------- | ----------------- | ----------------- | ----------------- | ----------------- | ---------------------------------------------------------- |
| 1992                                          | "You Remind Me"                              | 29                | 1                 | —                 | 48                | —                 | —                 | —                 | —                 | —                 | What's the 411?                                            |
| 1992                                          | "Real Love"                                  | 7                 | 1                 | 36                | 26                | —                 | —                 | —                 | —                 | —                 | What's the 411?                                            |
| 1992                                          | "Reminisce"                                  | 57                | 6                 | —                 | 31                | —                 | —                 | —                 | —                 | —                 | What's the 411?                                            |
| 1992                                          | "Sweet Thing"                                | 28                | 11                | —                 | —                 | —                 | 48                | —                 | —                 | —                 | What's the 411?                                            |
| 1993                                          | "Love No Limit"                              | 44                | 5                 | —                 | —                 | —                 | —                 | —                 | —                 | —                 | What's the 411?                                            |
| 1993                                          | "You Don't Have to Worry"                    | 63                | 11                | —                 | 36                | —                 | —                 | —                 | —                 | —                 | Who's the Man? (trilha sonora) What the 411? Remix         |
| 1994                                          | "My Love" A                                  | —                 | 23                | —                 | 29                | —                 | —                 | —                 | —                 | —                 | What the 411?                                              |
| 1994                                          | "Be Happy"                                   | 29                | 6                 | —                 | 30                | —                 | —                 | —                 | —                 | —                 | My Life                                                    |
| 1995                                          | "Mary Jane (All Night Long)" AB              | —                 | 37                | —                 | 17                | —                 | 33                | —                 | —                 | —                 | My Life                                                    |
| 1995                                          | "I'm Goin' Down"                             | 22                | 13                | —                 | 12                | —                 | —                 | —                 | —                 | —                 | My Life                                                    |
| 1995                                          | "You Bring Me Joy"                           | 57                | 29                | 1                 | —                 | —                 | —                 | —                 | —                 | —                 | My Life                                                    |
| 1995                                          | "I Love You"                                 | 57                | 29                | 1                 | —                 | —                 | —                 | —                 | —                 | —                 | My Life                                                    |
| 1995                                          | "(You Make Me Feel like) a Natural Woman"    | 95                | 39                | —                 | 23                | —                 | 15                | —                 | 46                | —                 | My Life New York Undercover (trilha sonora)                |
| 1995                                          | "Not Gon' Cry"                               | 2                 | 1                 | —                 | 39                | —                 | 12                | —                 | —                 | —                 | Waiting to Exhale (trilha sonora) Share My World           |
| 1997                                          | "Love Is All We Need" (com Nas)              | —                 | —                 | 1                 | 15                | —                 | 7                 | —                 | —                 | —                 | Share My World                                             |
| 1997                                          | "I Can Love You" (com Lil Kim)               | 28                | 2                 | —                 | —                 | —                 | —                 | —                 | —                 | —                 | Share My World                                             |
| 1997                                          | "Everything"                                 | 24                | 5                 | —                 | 6                 | —                 | 13                | —                 | —                 | —                 | Share My World                                             |
| 1997                                          | "Missing You"                                | —                 | —                 | —                 | 19                | —                 | —                 | —                 | —                 | —                 | Share My World                                             |
| 1998                                          | "Seven Days"                                 | —                 | —                 | —                 | 22                | —                 | —                 | —                 | —                 | —                 | Share My World                                             |
| 1999                                          | "As" (dueto com George Michael)              | —                 | 57                | —                 | 4                 | 45                | 21                | 27                | 9                 | 22                | Mary                                                       |
| 1999                                          | "All That I Can Say"                         | 44                | 6                 | —                 | 29                | —                 | —                 | —                 | 91                | —                 | Mary                                                       |
| 1999                                          | "Deep Inside"                                | 51                | 9                 | —                 | 42                | —                 | —                 | —                 | 81                | —                 | Mary                                                       |
| 1999                                          | "Your Child"                                 | 106               | 23                | 1                 | —                 | —                 | —                 | —                 | —                 | —                 | Mary                                                       |
| 2000                                          | "Give Me You"                                | 68                | 21                | —                 | 19                | —                 | —                 | —                 | 77                | 64                | Mary                                                       |
| 2001                                          | "Family Affair"                              | 1                 | 1                 | —                 | 8                 | 8                 | 2                 | 1                 | 3                 | 4                 | No More Drama                                              |
| 2001                                          | "Dance for Me"                               | —                 | —                 | —                 | 13                | —                 | —                 | 82                | 55                | 50                | No More Drama                                              |
| 2002                                          | "No More Drama"                              | 15                | 16                | 1                 | 9                 | 30                | 38                | 42                | 9                 | 17                | No More Drama                                              |
| 2002                                          | "Rainy Dayz" (com Ja Rule)                   | 12                | 8                 | 6                 | 17                | —                 | 29                | —                 | 8                 | 65                | No More Drama                                              |
| 2003                                          | "Love @ 1st Sight" (com Method Man)          | 22                | 10                | —                 | 18                | 32                | 27                | 49                | 56                | 23                | Love & Life                                                |
| 2003                                          | "Ooh!"                                       | 26                | 14                | —                 | —                 | —                 | —                 | —                 | —                 | —                 | Love & Life                                                |
| 2003                                          | "Not Today" (com Eve)                        | 41                | 21                | —                 | 40                | —                 | —                 | —                 | —                 | —                 | Love & Life                                                |
| 2003                                          | "Whenever I Say Your Name" (dueto com Sting) | —                 | 77                | —                 | 60                | —                 | —                 | —                 | —                 | 50                | Love & Life                                                |
| 2004                                          | "It's a Wrap"                                | —                 | 71                | —                 | —                 | —                 | —                 | —                 | —                 | —                 | Love & Life                                                |
| 2004                                          | "Children of The Ghetto"                     | —                 | —                 | —                 | —                 | —                 | —                 | —                 | —                 | —                 |                                                            |
| 2005                                          | "Be Without You"                             | 3                 | 1                 | 1                 | 32                | 30                | 9                 | 22                | 6                 | 5                 | The Breakthrough                                           |
| 2006                                          | "One" (com U2)                               | 86                | —                 | —                 | 2                 | —                 | —                 | 35                | 3                 | 2                 | The Breakthrough                                           |
| 2006                                          | "Enough Cryin"                               | 32                | 2                 | —                 | 46                | —                 | —                 | —                 | —                 | —                 | The Breakthrough                                           |
| 2006                                          | "Take Me As I Am"                            | 58                | 3                 | —                 | —                 | —                 | —                 | —                 | —                 | —                 | The Breakthrough                                           |
| 2006                                          | "MJB da MVP" (com 50 Cent)                   | 75                | 19                | —                 | 33                | —                 | —                 | —                 | —                 | —                 | The Breakthrough Reflections - A Retrospective             |
| 2006                                          | "We Ride (I See the Future)"                 | 118               | 38                | —                 | —                 | —                 | —                 | —                 | —                 | —                 | Reflections - A Retrospective                              |
| 2007                                          | "Just Fine"                                  | 22                | 3                 | 1                 | 16                | —                 | —                 | —                 | —                 | —                 | Growing Pains                                              |
| 2008                                          | "Work That"                                  | 65                | 16                | —                 | —                 | —                 | —                 | —                 | —                 | —                 | Growing Pains                                              |
| 2008                                          | "Stay Down"                                  | —                 | 34                | —                 | —                 | —                 | —                 | —                 | —                 | —                 | Growing Pains                                              |
| 2009                                          | "Stronger"                                   | —                 | 84                | —                 | —                 | —                 | —                 | —                 | —                 | —                 | Music Inspired by More Than a Game Stronger with Each Tear |
| 2009                                          | "The One" (com Drake)                        | 63                | 32                | —                 | —                 | —                 | —                 | —                 | —                 | —                 | Stronger with Each Tear                                    |
| 2009                                          | "I Am"                                       | 55                | 4                 | 3                 | 34                | —                 | —                 | —                 | —                 | —                 | Stronger with Each Tear                                    |
| 2010                                          | "Each Tear"                                  | —                 | —                 | —                 | 183               | —                 | —                 | —                 | —                 | —                 | Stronger with Each Tear                                    |
| 2010                                          | "We Got Hood Love" (com Trey Songz)          | —                 | 25                | —                 | —                 | —                 | —                 | —                 | —                 | —                 | Stronger with Each Tear                                    |
| "—" denota itens que não entraram nas paradas |                                              |                   |                   |                   |                   |                   |                   |                   |                   |                   |                                                            |

### Como artista convidada
| Ano                                           | Canção                                                                                     | Melhores Posições | Melhores Posições | Melhores Posições | Álbum                           |
| Ano                                           | Canção                                                                                     | EUA               | EUA R&B           | ING               | Álbum                           |
| --------------------------------------------- | ------------------------------------------------------------------------------------------ | ----------------- | ----------------- | ----------------- | ------------------------------- |
| 1993                                          | "Check It Out" (Grand Puba com Mary J. Blige)                                              | —                 | 85                | —                 | Reel to Reel                    |
| 1995                                          | "I'll Be There for You/You're All I Need to Get By" (Method Man com Mary J. Blige)         | 3                 | 1                 | 10                | Tical                           |
| 1997                                          | "Can't Knock the Hustle" (Jay-Z com Mary J. Blige)                                         | 73                | 35                | 30                | Reasonable Doubt                |
| 1999                                          | "Lean on Me" (Kirk Franklin com Mary J. Blige, Bono, R. Kelly, Crystal Lewis & The Family) | 79                | 26                | —                 | The Nu Nation Project           |
| 2000                                          | "911" (Wyclef Jean com Mary J. Blige)                                                      | 38                | 6                 | 9                 | The Ecleftic: 2 Sides II A Book |
| 2001                                          | "Back 2 Life 2001" (DJ Clue com Mary J. Blige & Jadakiss)                                  | —                 | 57                | —                 | The Professional 2              |
| 2002                                          | "Come Close" (Common com Mary J. Blige)                                                    | 65                | 27                | —                 | Electric Circus                 |
| 2004                                          | "I Try" (Talib Kweli com Mary J. Blige)                                                    | —                 | 77                | 59                | The Beautiful Struggle          |
| 2005                                          | "Ain't No Way" (Patti LaBelle com Mary J. Blige)                                           | —                 | 62                | 190               | Classic Moments                 |
| 2006                                          | "Be Easy" (Young Hot Rod com Mary J. Blige)                                                | 85                | —                 | —                 | Fastlane                        |
| 2006                                          | "Runaway Love" (Ludacris com Mary J. Blige)                                                | 2                 | 3                 | 52                | Release Therapy                 |
| 2007                                          | "Wake Up Call (Mark Ronson Remix)" (Maroon 5 com Mary J. Blige)                            | —                 | —                 | —                 | Sem álbum                       |
| 2007                                          | "You're Welcome" (Jay-Z com Mary J. Blige)                                                 | —                 | 55                | —                 | Não Lançado                     |
| 2008                                          | "Just Stand Up!" (com muitas artistas femininas)                                           | 11                | 83                | 26                | Single de Caridade              |
| 2008                                          | "IfULeave" (Musiq Soulchild com Mary J. Blige)                                             | 71                | 8                 | —                 | OnMyRadio                       |
| 2009                                          | "Remember Me" (T.I. com Mary J. Blige)                                                     | 29                | 42                | 34                | Paper Trail: Case Closed        |
| 2009                                          | "This Is To Mother You" (Sinéad O'Connor com Mary J. Blige)                                | —                 | —                 | —                 | Single de Caridade              |
| 2010                                          | "Hard Times Come Again No More" (com The Roots)                                            | —                 | —                 | —                 | Hope For Haiti Now              |
| 2010                                          | "Bridge over Troubled Water" (com Andrea Bocelli)                                          | 75                | —                 | —                 | Single de Caridade              |
| "—" denota itens que não entraram nas paradas |                                                                                            |                   |                   |                   |                                 |

### Outras canções que entraram nas paradas
| Ano                                           | Canção                                          | Melhores Posições | Melhores Posições | Melhores Posições | Melhores Posições | Álbum                                         |
| Ano                                           | Canção                                          | EUA               | EUA R&B           | EUA Dance         | ING               | Álbum                                         |
| --------------------------------------------- | ----------------------------------------------- | ----------------- | ----------------- | ----------------- | ----------------- | --------------------------------------------- |
| 1993                                          | "I Don't Want to Do Anything" (com K-Ci Hailey) | —                 | 86                | —                 | —                 | What's the 411?                               |
| 1995                                          | "My Life" B                                     | —                 | 14                | —                 | —                 | My Life                                       |
| 1995                                          | "Everyday It Rains" B                           | —                 | 48                | —                 | —                 | The Show (trilha sonora)                      |
| 1995                                          | "Everlasting Love" B                            | —                 | 47                | —                 | —                 | Rhythm of the Games: 1996 Olympic Games Album |
| 1997                                          | "It's On" (com R. Kelly) B                      | —                 | 48                | —                 | —                 | Share My World                                |
| 1998                                          | "A Dream" B                                     | —                 | 16                | —                 | —                 | Money Talks (trilha sonora)                   |
| 1998                                          | "Beautiful" 2                                   | —                 | 72                | —                 | —                 | How Stella Got Her Groove Back                |
| 2000                                          | "Sincerity" (com Nas & DMX)                     | —                 | 72                | —                 | —                 | Mary                                          |
| 2000                                          | "Let No Man Put Asunder"                        | —                 | —                 | 20                | —                 | Mary                                          |
| 2000                                          | "Someday at Christmas"                          | —                 | 87                | —                 | —                 | Mary                                          |
| 2002                                          | "He Think I Don't Know"                         | —                 | —                 | 15                | —                 | No More Drama                                 |
| 2006                                          | "Baggage"                                       | —                 | 104               | —                 | —                 | The Breakthrough                              |
| 2006                                          | "Ain't Really Love"                             | —                 | 73                | —                 | —                 | The Breakthrough                              |
| 2008                                          | "Hurt Again"                                    | —                 | 55                | —                 | —                 | Growing Pains                                 |
| 2010                                          | "I Feel Good"                                   | —                 | 68                | —                 | —                 | Stronger with Each Tear                       |
| "—" denota itens que não entraram nas paradas |                                                 |                   |                   |                   |                   |                                               |

Notas
A A canção não foi lançada nos EUA como um single comercial, mas foi lançada' no Reino Unido.
B Não estreou no Hot 100 e R&B Hip-Hop charts. As posições listadas no gráfico aqui representam Hot 100 Airplay e Hot R&B / Hip-Hop Airplay.
1 "MJB da MVP" foi tocada pela rádio nos EUA em 2005, antes do primeiro single oficial de The Breakthrough, "Be Without You", ser lançado. Foi o único single do álbum Mary J. Blige Reflections - A Retrospective no Reino Unido.
2 "Beautiful" alcançou o #72 só no Hot R&B/Hip-Hop, devido às regras do quadro antigo, que impediu cortes no álbum (as faixas que não haviam sido lançadas como singles). As regras mudaram em Dezembro de 1998, mas naquele momento "Beautiful" estava perto do final da sua popularidade. A canção alcançou a posição #13 no Hot R&B/ Hip-Hop Airplay no início do ano.

## Aparências em álbuns
| Ano  | Canção                                            | Artistas                                                                                 | Álbum                                          |
| ---- | ------------------------------------------------- | ---------------------------------------------------------------------------------------- | ---------------------------------------------- |
| 1990 | "I'll Do 4 U"                                     | Father MC com Mary J. Blige                                                              | Father's Day                                   |
| 1990 | "Do The One, Two"                                 | Father MC com Mary J. Blige                                                              | Father's Day                                   |
| 1992 | "Dolly My Baby"                                   | Super Cat com Mary J. Blige                                                              | Don Dada                                       |
| 1992 | "Check It Out"                                    | Grand Puba com Mary J. Blige                                                             | Reel to Reel                                   |
| 1993 | "Trippin Out (Remix)"                             | Prince Markie Dee & The Soul Convention com Mary J. Blige                                | Typical Reasons (Swing My Way)                 |
| 1994 | "Feel of Your Lips"                               | Sista, Cedric "K-Ci" Hailey e Mary J. Blige                                              | 4 All the Sistas Around da World               |
| 1995 | "I'll Be There For You/You're All I Need (Remix)" | Method Man com Mary J. Blige                                                             | Tical                                          |
| 1995 | "One More Chance/Stay With Me (Remix)"            | The Notorious B.I.G. & Faith Evans com Mary J. Blige                                     | Ready To Die                                   |
| 1995 | "Love Don't Live Here Anymore"                    | Faith Evans com Mary J. Blige                                                            | Faith                                          |
| 1996 | "Touch Me, Tease Me"                              | Case & Foxy Brown com Mary J. Blige                                                      | Case                                           |
| 1996 | "All That I Got Is You"                           | Ghostface Killah com Mary J. Blige                                                       | Ironman                                        |
| 1998 | "I Used To Love Him"                              | Lauryn Hill com Mary J. Blige                                                            | The Miseducation of Lauryn Hill                |
| 1998 | "The Way I Feel About You"                        | Gerald Levert com Mary J. Blige                                                          | Love & Consequences                            |
| 1998 | "Coming From"                                     | DMX com Mary J. Blige                                                                    | Flesh of My Flesh, Blood of My Blood)          |
| 1998 | "As"                                              | George Michael com Mary J. Blige                                                         | Ladies & Gentlemen: The Best of George Michael |
| 1999 | "The Message"                                     | Dr. Dre & Rell com Mary J. Blige                                                         | 2001                                           |
| 2000 | "Confrontation"                                   | Funkmaster Flex & Big Kap com Mary J. Blige                                              | The Tunnel                                     |
| 2000 | "Hold On"                                         | Lil Kim com Mary J. Blige                                                                | The Notorious K.I.M.                           |
| 2000 | "I Guess That's Why They Call It the Blues"       | Elton John com Mary J. Blige                                                             | One Night Only                                 |
| 2001 | "Back 2 Life 2001"                                | DJ Clue & Jadakiss com Mary J. Blige                                                     | The Professional 2                             |
| 2001 | "There's Only One"                                | Busta Rhymes com Mary J. Blige                                                           | Genesis                                        |
| 2001 | "Breathe"                                         | Angie Martinez & La India com Mary J. Blige                                              | Up Close and Personal                          |
| 2001 | "Braveheart Party"                                | Nas com Mary J. Blige                                                                    | Stillmatic                                     |
| 2001 | "Can't Knock The Hustle/Family Affair (Ao Vivo)"  | Jay-Z com Mary J. Blige                                                                  | Unplugged                                      |
| 2002 | "Beauty And A Thug"                               | Jaheim com Mary J. Blige                                                                 | Still Ghetto                                   |
| 2003 | "Heaven Somewhere"                                | Common, Omar, Cee-Lo, Bilal, Jill Scott, Erykah Badu, Lonnie "Pops" Lynn e Mary J. Blige | Electric Circus                                |
| 2003 | "My Life (álbum de Mary J. Blidge)"               | Fabolous com Mary J. Blige                                                               | Street Dreams                                  |
| 2003 | "Whenever You Need Me"                            | Nick Cannon com Mary J. Blige                                                            | Nick Cannon                                    |
| 2003 | "Whenever I Say Your Name"                        | Sting com Mary J. Blige                                                                  | Sacred Love                                    |
| 2004 | "Baby Girl Intro/Outro"                           | Missy Elliott com Mary J. Blige                                                          | This Is Not A Test!                            |
| 2005 | "Don't Worry"                                     | The Game com Mary J. Blige                                                               | The Documentary                                |
| 2005 | "I'm A Hustla (Remix)"                            | Cassidy com Mary J. Blige                                                                | I'm a Hustla                                   |
| 2005 | "Tell Me Why"                                     | Will Smith com Mary J. Blige                                                             | Lost and Found'                                |
| 2005 | "My Struggles"                                    | Missy Elliott & Grand Puba com Mary J. Blige                                             | The Cookbook                                   |
| 2005 | "It All Goes By So Fast"                          | Ray Charles com Mary J. Blige                                                            | Genius & Friends                               |
| 2005 | "My Man"                                          | Carlos Santana & Big Boi com Mary J. Blige                                               | All That I Am                                  |
| 2005 | "Living In Pain"                                  | Notorious B.I.G., 2pac & Nas com Mary J. Blige                                           | Duets: The Final Chapter                       |
| 2005 | "Love Changes"                                    | Jamie Foxx com Mary J. Blige                                                             | Unpredictable                                  |
| 2006 | "Favorite Flavor"                                 | LL Cool J com Mary J. Blige                                                              | Todd Smith                                     |
| 2006 | "It's Alright"                                    | Mobb Deep & 50 Cent com Mary J. Blige                                                    | Blood Money                                    |
| 2006 | "Touch It (Remix)"                                | Busta Rhymes, Rah Digga, Missy Elliott, Lloyd Banks, Papoose, DMX e Mary J. Blige        | The Big Bang                                   |
| 2006 | "Makin It Hard"                                   | Diddy com Mary J. Blige                                                                  | Press Play                                     |
| 2006 | "Hood Love"                                       | Johnta Austin com Mary J. Blige                                                          | Ocean Drive                                    |
| 2007 | "Disrespectful"                                   | Chaka Khan com Mary J. Blige                                                             | Funk This                                      |
| 2007 | "All of Me"                                       | 50 Cent com Mary J. Blige                                                                | Curtis                                         |
| 2007 | "What About the Baby"                             | Wyclef Jean com Mary J. Blige                                                            | Carnival II: Memoirs of an Immigrant           |
| 2007 | "Do You (Remix)"                                  | Ne-Yo com Mary J. Blige                                                                  |                                                |
| 2008 | "Something's Gotta Give"                          | Big Boi com Mary J. Blige                                                                | Sir Luscious Left Foot: The Son of Chico Dusty |
| 2008 | "Magic (Remix)"                                   | Robin Thicke com Mary J. Blige                                                           |                                                |
| 2008 | "IfULeave"                                        | Musiq Soulchild com Mary J. Blige                                                        | OnMyRadio                                      |
| 2008 | "Change"                                          | T-Pain, Akon, Mary J. Blige & Diddy                                                      | Thr33 Ringz                                    |
| 2009 | "It's Coming"                                     | LaTonya Blige com Mary J. Blige                                                          |                                                |
| 2009 | "America's Song"                                  | will.i.am, Faith Hill, Seal, Mary J. Blige & Bono                                        |                                                |
| 2009 | "Grind Hard"                                      | Jadakiss com Mary J. Blige                                                               | The Last Kiss                                  |
| 2009 | "Decision"                                        | Busta Rhymes, Jamie Foxx, John Legend, Mary J. Blige & Common                            | Back On My BS                                  |
| 2009 | "People"                                          | Queen Latifah com Mary J. Blige                                                          | Persona                                        |
| 2009 | "The Way I Live"                                  | KRS One, Mary J. Blige e Buckshot                                                        | Survival Skills                                |
| 2009 | "You Make Me Feel Brand New"                      | Rod Stewart com Mary J. Blige                                                            | Soulbook                                       |
| 2009 | "What Child Is This"                              | Andrea Bocelli com Mary J. Blige                                                         | My Christmas                                   |
| 2010 | "It's A Wrap" (Remix)                             | Mariah Carey e Mary J. Blige                                                             | Angels Advocate                                |

## Bandas Sonoras
| Ano  | Canção                                              | Artista(s) | Filme                                        | Álbum                                                                    |
| ---- | --------------------------------------------------- | --- | -------------------------------------------- | ------------------------------------------------------------------------ |
| 1991 | "You Remind Me"                                     | Mary J. Blige | Strictly Business                            | Strictly Business Soundtrack                                             |
| 1993 | "You Don't Have To Worry"                           | Mary J. Blige | Who's the Man?                               | Who's the Man? Soundtrack                                                |
| 1995 | "(You Make Me Feel Like) A Natural Woman"           | Mary J. Blige | New York Undercover                          | New York Undercover TV Soundtrack                                        |
| 1995 | "Freedom (Theme From Panther) (The Black Bag Mix)"  | Aaliyah, Amel, Az-Iz, Billy Lawrence, Blackgirl, Brenda Russel, Brigett McWilliams, Brownstone, Caron Wheeler, Casserine, Changing Faces, Chantay Savage, Cindy Mizelle, Crystal Waters, De Five Footaz, Ebony Vibe Everlasting, Emage, En Vogue, Eshe & Laurena, Felicia Adams, Female, For Real, Jade, Jamecia, Jazzyfatnastees, Joi, Karyn White, Lalah Hathaway, Mary J. Blige, May May Ali, MC Lyte, Me'Shell NdegéOcello, Milira, Miss Jones, Monica, Natasha, N'Dea Davenport, Nefertiti, Patra, Pebbles, Penny Ford, Pure Soul, Queen Latifah, Raja-Nee', Salt-N-Pepa, Shug (das Shug & Dap), Sonja Maqrie, Sweet Sable, SWV, Tanya Blunt, Terri & Monica, TLC, Tracie Spencer, Tyler Collins, Vanessa Williams, Vybe, Xscape, Y? N-Vee, Yo Yo, Zhané | Panther                                      | Panther Soundtrack                                                       |
| 1995 | "Every Day It Rains"                                | Mary J. Blige | The Show                                     | The Show Soundtrack                                                      |
| 1995 | "Not Gon' Cry"                                      | Mary J. Blige | Waiting to Exhale                            | Waiting to Exhale Soundtrack                                             |
| 1996 | "Touch Me, Tease Me"                                | Mary J. Blige com Case e Foxy Brown | The Nutty Professor                          | The Nutty Professor Soundtrack                                           |
| 1997 | "A Dream"                                           | Mary J. Blige | Money Talks                                  | Money Talks OST                                                          |
| 1997 | "Every Nation"                                      | Mary J. Blige com Red Hot R+B All Stars |                                              | Diana, Princess of Wales: Tribute                                        |
| 1997 | "Christmas in the City"                             | Mary J. Blige |                                              | A Very Special Christmas, Vol. 3                                         |
| 1998 | "Beautiful"                                         | Mary J. Blige | How Stella Got Her Groove Back               | How Stella Got Her Groove Back Soundtrack                                |
| 1998 | "Keep Your Head"                                    | Mary J. Blige |                                              | Living the Dream: A Tribute to Martin Luther King Jr.                    |
| 1998 | "Our Love"                                          | Mary J. Blige | New York Undercover: A Night at Natalie's TV | New York Undercover: A Night at Natalie's TV Soundtrack                  |
| 1999 | "Someday at Christmas"                              | Mary J. Blige |                                              | My Christmas Album                                                       |
| 1999 | "Reminisce (Ao Vivo)"                               | Mary J. Blige | Saturday Night Live                          | Saturday Night Live: 25 Years, Vol. 2                                    |
| 1999 | "Santa Claus is Coming to Town"                     | Mary J. Blige, Jon Bon Jovi e Sheryl Crow |                                              | A Very Special Christmas, Vol. 4: Live                                   |
| 2001 | "I'll Be There For You/You're All I Need to Get By" | Mary J. Blige e Method Man | How High                                     | How High Soundtrack                                                      |
| 2001 | "Real Love"                                         | Mary J. Blige | Two Can Play That Game                       | Two Can Play That Game Soundtrack                                        |
| 2001 | "What's Going On (Dupri Original Mix)"              | Mary J. Blige |                                              | All-Star Tribute: What's Going On                                        |
| 2001 | "What's Going On (Dupri R&B Mix)"                   | Mary J. Blige |                                              | All-Star Tribute: What's Going On                                        |
| 2002 | "Star for Life"                                     | Mary J. Blige | Deliver Us from Eva                          | Deliver Us from Eva Soundtrack                                           |
| 2002 | "Didn't Mean"                                       | Mary J. Blige | Bad Boys II                                  | Bad Boys II Soundtrack                                                   |
| 2004 | "Not Today"                                         | Mary J. Blige e Eve | Barbershop 2: Back in Business               | Barbershop 2: Back in Business Soundtrack                                |
| 2004 | "Wake Up Everybody"                                 | Mary J. Blige, Musiq Soulchild, Jadakiss, Eve, Missy Elliott & outros | Wake Up Everybody                            | Wake Up Everybody OST                                                    |
| 2004 | "Sorry Seems to Be the Hardest Word"                | | Bridget Jones: Edge of Reason                | Bridget Jones: Edge of Reason                                            |
| 2004 | "Never Too Much"                                    | Mary J. Blige |                                              | So Amazing: An All-Star Tribute to Luther Vandross                       |
| 2004 | "Got to Be Real"                                    | Mary J. Blige e Will Smith | Shark Tale                                   | Shark Tale Soundtrack                                                    |
| 2006 | "Never Gonna Break My Faith"                        | Mary J. Blige e Aretha Franklin | Bobby                                        | Bobby Soundtrack                                                         |
| 2009 | "I Can Do Bad All By Myself"                        | Mary J. Blige | I Can Do Bad All By Myself                   | I Can Do Bad All By Myself Soundtrack                                    |
| 2009 | "Before I Let Go"                                   | Mary J. Blige |                                              | Silky Soul Music...an All-Star Tribute to Maze featuring Frankie Beverly |
| 2009 | "I Can See In Color"                                | Mary J. Blige | Precious                                     | Precious Soundtrack                                                      |

## Videografia

### VHS/DVDs
| Ano  | Detalhes do Álbum                                                                                         |
| ---- | --- |
| 1993 | 411 Videos - Lançamento: 25 de Maio de 1993                                                               |
| 2004 | Live from Los Angeles - Lançamento: 5 de Outubro de 2004                                                  |
| 2004 | An Intimate Evening with Mary J. Blige: Live from The House of Blues - Lançamento: 23 de Novembro de 2004 |

### Vídeos musicais
| Ano  | Canção                                    | Director(es)                           | Álbum                                                           |
| ---- | ----------------------------------------- | -------------------------------------- | --------------------------------------------------------------- |
| 1991 | "I'll Do 4 U"                             |                                        | Father's Day                                                    |
| 1992 | "Check It Out"                            | Reel To Reel                           |                                                                 |
| 1992 | "Real Love"                               | Marcus Raboy                           | What's The 411?                                                 |
| 1992 | "Reminisce"                               | Marcus Raboy                           | What's The 411?                                                 |
| 1993 | "Love No Limit"                           | Millicent Shelton e Sean "Puffy" Combs | What's The 411?                                                 |
| 1993 | "You Remind Me (Remix)"                   | Marcus Raboy                           | What's The 411?                                                 |
| 1993 | "You Don't Have To Worry"                 | F. Gary Gray                           | Who's The Man? {trilha sonora)                                  |
| 1994 | "Be Happy"                                | Hype Williams/Sean "Puffy" Combs       | My Life                                                         |
| 1994 | "You Bring Me Joy"                        | Marcus Raboy                           | My Life                                                         |
| 1995 | "I'm Goin' Down"                          | Matthew Rolston                        | My Life                                                         |
| 1995 | "(You Make Me Feel Like A) Natural Woman" | Brett Ratner                           | New York Undercover (trilha sonora)                             |
| 1995 | "One More Chance/Stay With Me"            | Hype Williams Sean "Puffy" Combs       | Ready To Die                                                    |
| 1995 | "Freedom (Theme From Panther)"            | Antoine Fuqua                          | Panther: The Original Motion Picture Soundtrack (trilha sonora) |
| 1995 | "Touch Me Tease Me"                       | Brett Ratner                           | Case                                                            |
| 1996 | "Not Gon' Cry"                            | Wayne Maser Elizabeth Bailey           | Waiting to Exhale (trilha sonora)                               |
| 1996 | "Not Gon' Cry"                            | Wayne Maser Elizabeth Bailey           | Share My World                                                  |
| 1997 | "Love Is All We Need"                     | Paul Hunter                            |                                                                 |
| 1997 | "I Can Love You"                          | Kevin Bray                             |                                                                 |
| 1997 | "Everything"                              | Hype Williams                          |                                                                 |
| 1998 | "Everything (So So Def Remix)"            | Steve Willis                           |                                                                 |
| 1998 | "Seven Days"                              | Steve Willis                           |                                                                 |
| 1998 | "Lean On Me"                              | Mark Gerard                            | The Nu Nation Project                                           |
| 1999 | "As"                                      |                                        | Mary                                                            |
| 1999 | "All That I Can Say"                      | Noble Jones                            | Mary                                                            |
| 1999 | "Deep Inside"                             | Marcus Raboy                           | Mary                                                            |
| 2000 | "Your Child"                              | Bille Woodruff                         | Mary                                                            |
| 2000 | "Give Me You"                             | Earle Sebastian                        | Mary                                                            |
| 2000 | "911"                                     | Marcus Raboy                           | The Ecleftic: 2 Sides II A Book                                 |
| 2000 | "Give Me You (Niño Mix)"                  | Steve Willis                           | Mary                                                            |
| 2001 | "Family Affair"                           | Dave Meyers                            | No More Drama                                                   |
| 2001 | "No More Drama"                           | Sanji                                  | No More Drama                                                   |
| 2002 | "Dance For Me"                            | Urban Ström                            | No More Drama                                                   |
| 2002 | "Rainy Dayz"                              | David Palmer                           | No More Drama                                                   |
| 2002 | "Come Close"                              | Sanaa Hamri/Ahmir "Questlove" Thompson | Electric Circus                                                 |
| 2003 | "Love @ 1st Sight"                        | Chris Robinson                         | Love & Life                                                     |
| 2004 | "Not Today"                               | Chris Robinson                         | Love & Life                                                     |
| 2004 | "Not Today"                               | Chris Robinson                         | Barber Shop 2 {trilha sonora)                                   |
| 2004 | "I Try"                                   | Steven Murashige                       | The Beautiful Struggle                                          |
| 2004 | "Ohh!"                                    | Sanji                                  | Love & Life                                                     |
| 2004 | "It's A Wrap"                             | Sanaa Hamri/Mary J. Blige              | Love & Life                                                     |
| 2004 | "Children Of The Ghetto"                  | J. Kevin Swain/Kendu Isaacs            | Live from Los Angeles                                           |
| 2005 | "Tears In Heaven"                         | Marcus Raboy                           | Tsunami Relief                                                  |
| 2005 | "Be Without You"                          | Matthew Rolston                        | The Breakthrough                                                |
| 2006 | "One"                                     | Paul Hunter                            | The Breakthrough                                                |
| 2006 | "Enough Cryin"                            | Hype Williams                          | The Breakthrough                                                |
| 2006 | "Take Me As I Am"                         | Billie Woodruff                        | The Breakthrough                                                |
| 2006 | "MJB Da MVP"                              | Vários                                 | The Breakthrough                                                |
| 2006 | "MJB Da MVP"                              | Vários                                 | Reflections (A Retrospective)                                   |
| 2006 | "We Ride (I See The Future)"              | Erik White                             |                                                                 |
| 2007 | "Just Fine"                               | Chris Applebaum                        | Growing Pains                                                   |
| 2008 | "Stay Down"                               | Hype Williams                          | Growing Pains                                                   |
| 2008 | "Something's Gotta Give"                  | Bryan Barber                           | Sir Luscious Left Foot: The Son of Chico Dusty                  |
| 2009 | "IfULeave"                                | Sanji                                  | On My Radio                                                     |
| 2009 | "Stronger"                                | Anthony Mandler                        | More Than a Game (trilha sonora)                                |
| 2009 | "The One"                                 | Anthony Mandler                        | Stronger withEach Tear                                          |
| 2009 | "I Am"                                    | Anthony Mandler                        | Stronger withEach Tear                                          |
| 2010 | "Each Tear"                               | Marcus Raboy                           | Stronger withEach Tear                                          |
| 2010 | "We Got Hood Love"                        | Chris Robinson                         | Stronger withEach Tear                                          |